# Calliandropsis nervosus
Genre
Calliandropsis nervosus est une espèce de plantes dicotylédones de la famille des Fabaceae, sous-famille des Mimosoideae, originaire du Mexique. C'est l'unique espèce acceptée du genre Calliandropsis (genre monotypique).